# Dwór w Rzetni
Dwór w Rzetni – dwór zlokalizowany w Rzetni, w województwie wielkopolskim, w powiecie kępińskim, w gminie Kępno.
Pierwsza wzmianka o wsi pochodzi z 18 lipca 1233. Dotyczy ona spotkania nad Niesobem, u Rożka (syna Dzierżysława) w sprawie nadania klasztorowi cysterskiemu Rzetni. Kolejno właścicielami majątku byli Piotr Wierzbięta z Doruchowa (1432), Stanisław Nicolai de Campno (1459), Tomasz Wierzbięta (połowa XV wieku), dr Antoni Grabski (przełom XIX i XX wieku) i August Iwański (1935). 
Obecny, parterowy, wysoko podpiwniczony dwór z 1910 jest murowany i pokryty łamanym dachem mansardowym. Do jednej z elewacji bocznych przylega parterowa przybudówka z 1930. W latach powojennych we dworze funkcjonowała szkoła podstawowa. W 1980 budynek zajął przejściowo Zakład Usług Pozarolniczych z Kalisza (na ośrodek szkoleniowo-kolonijny). W 1981 obiekt przejęło Wojewódzkie Przedsiębiorstwo Gospodarki Mieszkaniowej z Kalisza dla tych samych celów. Obiekt przebudowano w 1981 na dom pomocy społecznej, co wpłynęło na zniekształcenie jego bryły. Budynek ma obszerną werandę, z której otwiera się oś widokowa na świerkową aleję i dalsze łąki. Park otaczający dwór ma powierzchnię około 10 hektarów. Na terenie parku istnieje staw z niewielką wyspą oraz rośnie stumetrowa aleja grabowa. 
Z wizytami do rodziny Iwańskich z Mikorzyna przyjeżdżała tutaj m.in. córka Józefa Piłsudskiego – Wanda. 